# Elphos moesta
Elphos moesta är en fjärilsart som beskrevs av W. Warren 1894. Elphos moesta ingår i släktet Elphos och familjen mätare. Inga underarter finns listade i Catalogue of Life.